# Sarcophaga freyi
Sarcophaga freyi är en tvåvingeart som beskrevs av Zumpt 1953. Sarcophaga freyi ingår i släktet Sarcophaga och familjen köttflugor. Inga underarter finns listade i Catalogue of Life.